# ۴٬۳٬۲-تری‌متیل‌پنتان
۴،۳،۲-تری‌متیل‌پنتان (به انگلیسی: 2,3,4-Trimethylpentane) یک ترکیب شیمیایی با شناسه پاب‌کم ۱۱۲۶۹ است. شکل ظاهری این ترکیب، مایع شفاف بی‌رنگ است.